# Лампетиане

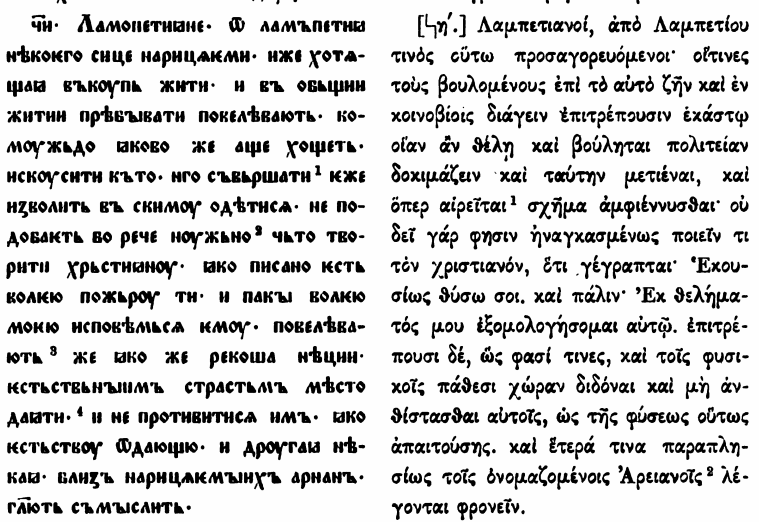
Лампетиане в книге В. Н. Бенешевича Древнеславянская кормчая XIV титулов без толкования. СПб, 1907.Т. 1.

Лампетиа́не (др.-греч. λαμπετιανοί; лат. lampetiani; ст.‑слав. ламопєтинє) — еретики, описанные Иоанном Дамаскиным в книге «О ста ересях вкратце», 98 ересь. Какая численность этих еретиков и как долго они существовали, Иоанн Дамаскин не сообщает, он говорит лишь о том, что своё название эти еретики получили в честь Лампетия. Лампетиане разрешали каждому желающему жить в отдельности или проводить жизнь в общежительных монастырях, и выбирать образ жизни, какой он хочет, и одеваться в такую одежду, в какую желает. Лампетиане учили тому, что, христианин ничего не должен делать по принуждению. В подтверждение своего образа жизни лампетиане приводили стихи из Псалтыри: «Добровольно послужу тебе» (Пс. 53:8) и «По волей моей вознесу хвалу Ему» (Пс. 27:7). Иоанн Дамаскин пишет о том, что лампетиане, как сообщали ему некоторые люди, не противостоять естественным страстям, а дают им место, так как требует того человеческая природа. Дамаскин, ссылаясь на слухи, сообщает, что лампетиане признают и нечто другое, что близко арианам.